# Opština Velika Plana
Die Opština Velika Plana ist eine serbische Opština (Gemeinde) mit etwa 40.000 Einwohnern im Okrug Podunavlje. Der Verwaltungssitz der Gemeinde ist die gleichnamige Stadt Velika Plana. Die Morava fließt durch die Gemeinde.

## Gemeindegliederung
| - Donja Livadica - Krnjevo - Kupusina - Lozovik - Markovac - Miloševac - Novo Selo | - Radovanje - Rakinac - Staro Selo - Trnovče - Velika Plana - Veliko Orašje |